# Jacob van Artevelde
Jacques ou Jacob van Artevelde (né à Gand, vers  1290 et  mort à Gand, le 17 ou le 24 juillet 1345) est un homme d'État flamand. Il est le père de Philippe van Artevelde.

## Biographie
Jacob van Artevelde, né à Gand vers 1287, est un membre de la haute bourgeoisie gantoise qui a fait fortune dans l'industrie drapière au début du XIVe siècle. Ses différents contacts avec le pouvoir comtal en ont fait l'un des porte-paroles de sa ville d'abord, des communes flamandes ensuite, dans les diverses négociations avec le comte de Flandre Louis de Nevers.
En 1336, Édouard III, qui veut obliger les villes flamandes à se tourner vers l'Angleterre, interdit l'exportation des laines anglaises vers la Flandre. Celle-ci entre en crise : les profits baissent, le chômage augmente. Les travailleurs et les drapiers ne voient que les agents du fisc venir de France et les émeutes commencent à se multiplier. Le 3 janvier 1338, van Artevelde se fait confier la direction de Gand par les échevins de la ville et organise, en avril, une conférence des grandes villes de Flandre au monastère d'Eeckoutte. À partir de ce moment, c'est lui qui assume le gouvernement du comté de Flandre.
Le comte Louis Ier de Flandre s'est réfugié en France. Van Artevelde nomme à sa place un régent, Simon van Halen. En décembre 1339, il rencontre Édouard III à Anvers et conclut un accord avec lui. Les Flamands le reconnaissent comme roi de France et s'engagent à lui fournir des troupes pour conquérir son nouveau royaume. Édouard, lui, consent à transférer l'étape des laines d'Anvers à Bruges et à remettre à la Flandre les châtellenies de Lille, Douai et Orchies, annexées jadis par Philippe IV le Bel. En 1340, van Artevelde invite Édouard III à Gand et l'y fait proclamer roi de France.
Au début des années 1340, le retour des laines anglaises ne ramène cependant pas la prospérité en Flandre et l'autorité de Jacob van Artevelde est de plus en plus contestée. Le pape Clément VI a lancé une excommunication aux Flamands parjures. Louis de Flandre parvient à reprendre pied dans le comté en se formant un parti chez les opposants. Van Artevelde répond par la fuite en avant. Il désavoue le comte de Flandre et suggère à Édouard III d'offrir le comté à son fils Édouard, le futur Prince Noir. Il est cependant déjà trop tard pour lui. Contesté dans sa ville même de Gand, il est assassiné lors d'une émeute le 17 ou le 24 juillet 1345. La Flandre abandonne dès lors Édouard III et se rallie à la France.